# هانری فرناند دنتز

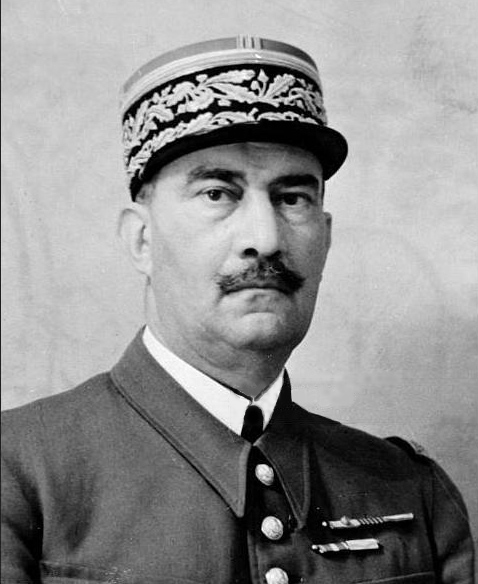
هانری فرناند دنتز، نظامی اسبق فرانسوی - ۱۹۴۱

هانری فرناند دنتز (انگلیسی: Henri Dentz) ژنرال نیروی زمینی فرانسه و آخرین کمیسر عالی فرانسه در سوریه و لبنان است.
وی متولد دسامبر ۱۸۸۱م در رون-آلپ (منطقه‌ای در جنوب شرق فرانسه) است. او در زندانی در جنوب پاریس در تاریخ ۱۳ دسامبر ۱۹۴۵ درگذشت.

## زندگی
وی به مدرسه نظامی سن-سیر سال ۱۹۰۰م پیوست. پس از فراغت از تحصیل در جنگ جهانی اول فرماندهٔ جوخهٔ ۵ پیاده‌نظام فرانسه را به عهده گرفت.
دوره میان دو جنگ جهانی، به‌طور گسترده در خاورمیانه فعالیت کرد. وی ریاست دستگاه اطاعات در سوریه و لبنان از ۱۹۲۰ تا ۱۹۲۳ به عهده گرفت.

در سال ۱۹۴۰ زمانی که فرماندهی جوخه‌ای در آلزاس برعهده داشت، دستوری مبنی بر بازگشت به پاریس دریافت کرد. وی در پاریس تا زمان سقوط آن توسط آلمان نازی باقی ماند. وی یکی از خواستاران صلح با آلمان بود. به وی پس از سقوط فرانسه ویشی اتهام وارد می‌شود که با آلمان نازی برای سقوط پاریس همکاری کرده‌است.

## در سوریه و لبنان
در نوامبر سال ۱۹۴۰، از طرف فرانسه ویشی کمیسر عالی فرانسه در سوریه و لبنان گماشته شد.

## دادگاه و درگذشت
پس از آزادسازی فرانسه از دست آلمان، به وی در تاریخ ۴ آوریل ۱۹۴۵ اتهام همکاری با دشمن وارد شد و در ۲۰ آوریل ۱۹۴۵م از طرف دادگاه عالی دادگستری به اعدام محکوم شد. اما شارل دو گل محکومت وی را به حبس ابد کاهش داد. پس از آن دچار بیماری شد و در زندان، تاریخ ۱۳ دسامبر ۱۹۴۵م مُرد.